# Erik Fosnes Hansen

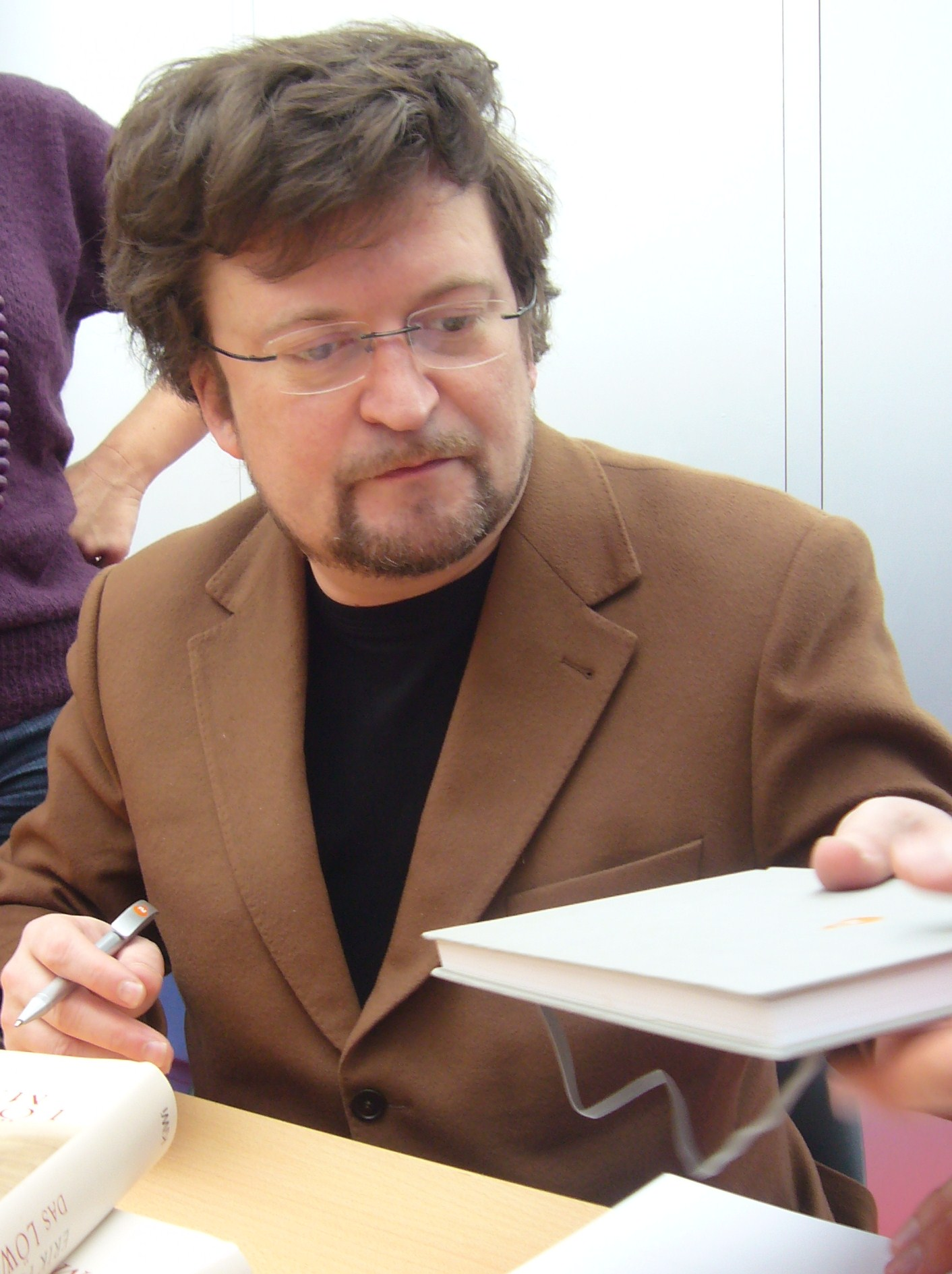
Erik Fosnes Hansen, 2008.

Erik Fosnes Hansen född 6 juni 1965 i New York, är en norsk författare. Han skriver på bokmål.
Hansen växte upp i Oslo. Han har studerat i Tyskland och har periodvis bott i Italien. 1985 debuterade han, 20 år gammal, med romanen Falketårnet (Falktornet, 1988), som fick god kritik och som blev översatt till flera språk.
Han fick sitt genombrott hos allmänheten, och är kanske mest känd för, sin andra roman, Salme ved reisens slutt (1990) (Psalm vid resans slut, 1992), som handlar om (de fiktiva) livsförloppen för musikerna som reste med Titanic, och som skall ha spelat underhållningsmusik och psalmer då skeppet sjönk. Boken blev en kritiker- och försäljningsframgång i ett antal länder, och är översatt till mer än 30 språk. 
Åtta år senare (1998) kom Beretninger om beskyttelse, del 1 (Berättelser om beskydd:I, 2000), som i norsk och europeisk press även den fick bra kritik. I likhet med Salme ved reisens slutt blev den nominerad till International IMPAC Dublin Literary Award, och dessutom nominerad till EU:s litteraturpris, Aristeionpriset. På bokens omslag blev uppföljaren utlovad att komma redan året efter men den lät emellertid vänta på sig. Løvekvinnen, som handlar om en flicka med ett stigmatiserande utseende, utkom på norska 2006. 
Fosnes Hansen var i många år litteraturkritiker och artikelskribent i Aftenposten och aktiv som essäist i tidningar och magasin inom och utom Norge. På uppdrag skrev han också porträttboken Underveis, om prinsessan Märtha Louise 2002.
Falketårnet blev också underlag för ett libretto till kompositören Gisle Kverndokks första opera.
Fosnes Hansen är medlem av Det Norske Akademi for Sprog og Litteratur. Han deltar från och till också i radioprogrammet 20 spørsmål på NRK P1.